# Universidad Nacional de las Artes
La Universidad Nacional de las Artes (UNA) es una universidad pública de Argentina con sede en la Ciudad Autónoma de Buenos Aires que forma profesionales, docentes, artistas y realizadores en el campo de las artes y sus disciplinas afines y pionera como Universidad  Pública en ofrecer una licenciatura en Conservación y Restauración de Bienes Culturales. También es reconocida por formar docentes en el campo multidisciplinario de las artes.  

## Historia
En 1985, con el retorno a la democracia argentina, la Ciudad de Buenos Aires crea una fusión de los Institutos de Educación Artística de educación pública bajo el sistema nacional educativo, gestionado por la administración pública, dando paso a los programas de profesorado en educación  artística en la Ciudad de Buenos Aires bajo la supervisión de la nueva (DNEA) Dirección Nacional de Educación Artística otorgando títulos de grado a nuevos profesores y certificación artística con acreditación de títulos por la Universidad de Buenos Aires.
La oferta académica de disciplinas vinculadas al arte en la ciudad de Buenos Aires se distribuía entre 7 instituciones que en algunos casos habían desarrollado su acción cultural desde las primeras décadas del siglo XX, últimamente amalgamados bajo el nombre IUNA, y previamente bajo la modalidad iniciada por el pintor y académico Ernesto de la Cárcova, quien desde 1932 basado en el formato de la Universidad de las Artes de Berlín operaba bajo el nombre de Escuela Superior Nacional de las Artes acreditada como un departamento de educación continua de las artes dependiente de la Facultad de Filosofía y Letras, de la Universidad de Buenos Aires.
En el año 1996 durante la presidencia de Carlos Menem bajo Decreto 1404/96 modificó los planes de estudios y nucleó diversas instituciones nacionales de formación en artes como la Escuela Nacional de Bellas Artes "Prilidiano Pueyrredón", el Conservatorio Nacional Superior de Música “Carlos López Buchardo”, la Escuela Superior de Bellas Artes de la Nación “Ernesto de la Cárcova”, el Instituto Nacional Superior de Cerámica, la Escuela Nacional de Arte Dramático “Antonio Cunill Cabanellas”, el Instituto Nacional Superior de Danzas y el Instituto Nacional Superior de Folklore.
El 3 de diciembre de ese mismo año, el Conservatorio Nacional Superior de Música “Carlos López Buchardo”, la Escuela Nacional de Bellas Artes “Prilidiano Pueyrredón”, la Escuela Superior de Bellas Artes de la Nación Ernesto de la Cárcova, el Instituto Nacional Superior de Cerámica, la Escuela Nacional de Arte Dramático “Antonio Cunill Cabanellas”, el "María Ruanova" Instituto Nacional Superior del Profesorado y Escuela Nacional de Danzas y el Instituto Nacional Superior de Folklore se unificaron en el llamado Instituto Universitario Nacional de Artes, (IUNA) creado por el decreto del Poder Ejecutivo n.° 1404.
A estas instituciones tradicionales se agregaron áreas  cuya oferta académica se relaciona con las formas, los soportes y el instrumental que las nuevas tecnologías aportaron al arte, como los departamentos de Artes Audiovisuales y de Artes Multimediales.
El 22 de octubre de 2014, la Cámara de Diputados de la Nación aprobó la Ley que modificó el nombre Instituto Universitario Nacional de Artes (IUNA) en Universidad Nacional de las Artes (UNA)
Hoy, la UNA cuenta con nueve áreas de formación de grado, cursos de pregrado,  de posposgrado, maestrías y curos de extensión que se dictan en sus sedes en los distintos barrios porteños, un Centro de Producción Audiovisual (CEPA), el Museo de Calcos y Escultura Comparada "Ernesto de la Cárcova" y el sello editorial Libros UNA. También integra el Consejo Interuniversitario Nacional (CIN)y forma parte de la Red SARA.
La propuesta académica de formación de grado incluye las siguientes áreas: 
- Artes Audiovisuales
- Artes Dramáticas
- Artes del Movimiento
- Artes Musicales y Sonoras
- Artes Visuales
- Folklore
- Artes Multimediales
- Crítica de Artes
- Formación Docente, Programa de profesorados
- Museo de la Cárcova, Estudio de Calcos y Escultura comparada

## Oferta académica
En sus distintos departamentos, la UNA ofrece carreras de pregrado, grado y posgrado.

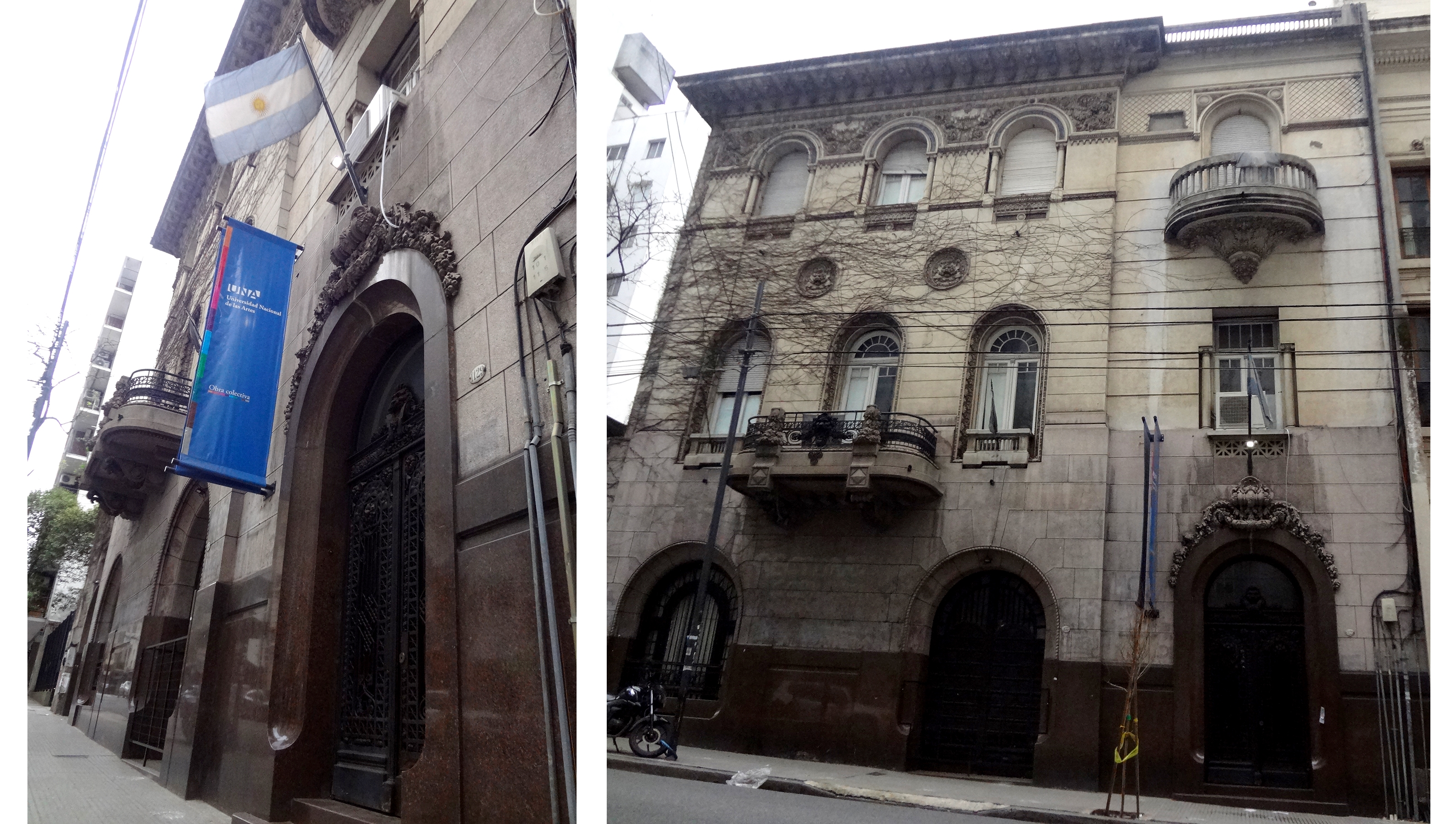
Universidad Nacional de las Artes - Buenos Aires, Argentina.

### Departamento de Artes Audiovisuales
- Carreras de pregrado

Asistente de Realización
Asistente de Iluminación y Cámara
Asistente de Producción
Asistente de Sonido
- Carreras de grado

Licenciatura en Artes Audiovisuales
Animación
Audiovisión
Guion
Iluminación y Cámara
Montaje
Producción
Realización
- Carreras de posgrado

Especialización en Gestión y Administración Cultural
Especialización en Arte Terapia

### Departamento de Artes Dramáticas
- Carreras de grado

Licenciatura en Actuación
Licenciatura en Dirección Escénica
Licenciatura en Diseño de Iluminación de Espectáculos
- Carreras de posgrado

Especialización en Dramaturgia
Especialización en Teatro de Objetos, Interactividad y Nuevos Medios
Maestría en Dramaturgia
Maestría en Teatro y Artes Performáticas

### Departamento de Artes del Movimiento
- Carreras de pregrado

Tecnicatura en Interpretación en Danza
- Carreras de grado

Licenciatura en Composición Coreográfica
Mención en Comedia Musical
Mención en Danza
Mención en Danza-Teatro
Mención en Expresión Corporal
- Carreras de posgrado

Especialización y Maestría en Danza Movimiento Terapia
Especialización en Tendencias Contemporáneas de la Danza

### Departamento de Artes Musicales y Sonoras
- Carreras de pregrado

Arreglador Musical
Asistente de Dirección Orquestal
Asistente de Dirección Coral
Instrumentista
- Carreras de grado

Licenciatura en Artes Musicales
Canto
Composición
Composición con Medios Electroacústicos
Dirección Coral
Dirección Orquestal
Instrumento

### Departamento de Artes Visuales
- Carreras de pregrado

Técnico en Cerámica
Técnico en Conservación, Restauración de Bienes Culturales
- Carreras de grado

Licenciatura en Artes Visuales
Artes del Fuego
Dibujo
Digitalización de Imágenes
Escultura
Grabado y Arte Impreso
Pintura
Licenciatura en Conservación y Restauración de Bienes Culturales
Licenciatura en Escenografía
- Carreras de posgrado

Especialización en Lenguajes Artísticos Combinados
Especialización en Medios y Tecnologías para la Producción Pictórica
Maestría en Lenguajes Artísticos Combinados

### Área Transdepartamental de Crítica de Artes
- Carreras de grado

Licenciatura en Crítica de Artes
Licenciatura en Curaduría en Artes
Licenciatura en Artes de la Escritura
- Carreras de posgrado

Maestría en Crítica y Difusión de las Artes
Especialización en Producción de Textos Críticos y de Difusión Mediática de las Artes
Especialización a distancia en Producción de Textos Críticos y de Difusión Mediática de las Artes

### Departamento de Folklore
- Carreras de pregrado

Intérprete de Danzas Folklóricas y Tango
Intérprete de Instrumentos Criollos
Intérprete de Tango
- Carreras de grado

Licenciatura en Folklore
Mención en Culturas Tradicionales
Mención en Danzas Folklóricas y Tango
Mención en Instrumentos Criollos
Mención en Tango
Licenciatura en Artes y Pensamiento Latinoamericano

### Área Transdepartamental de Formación Docente

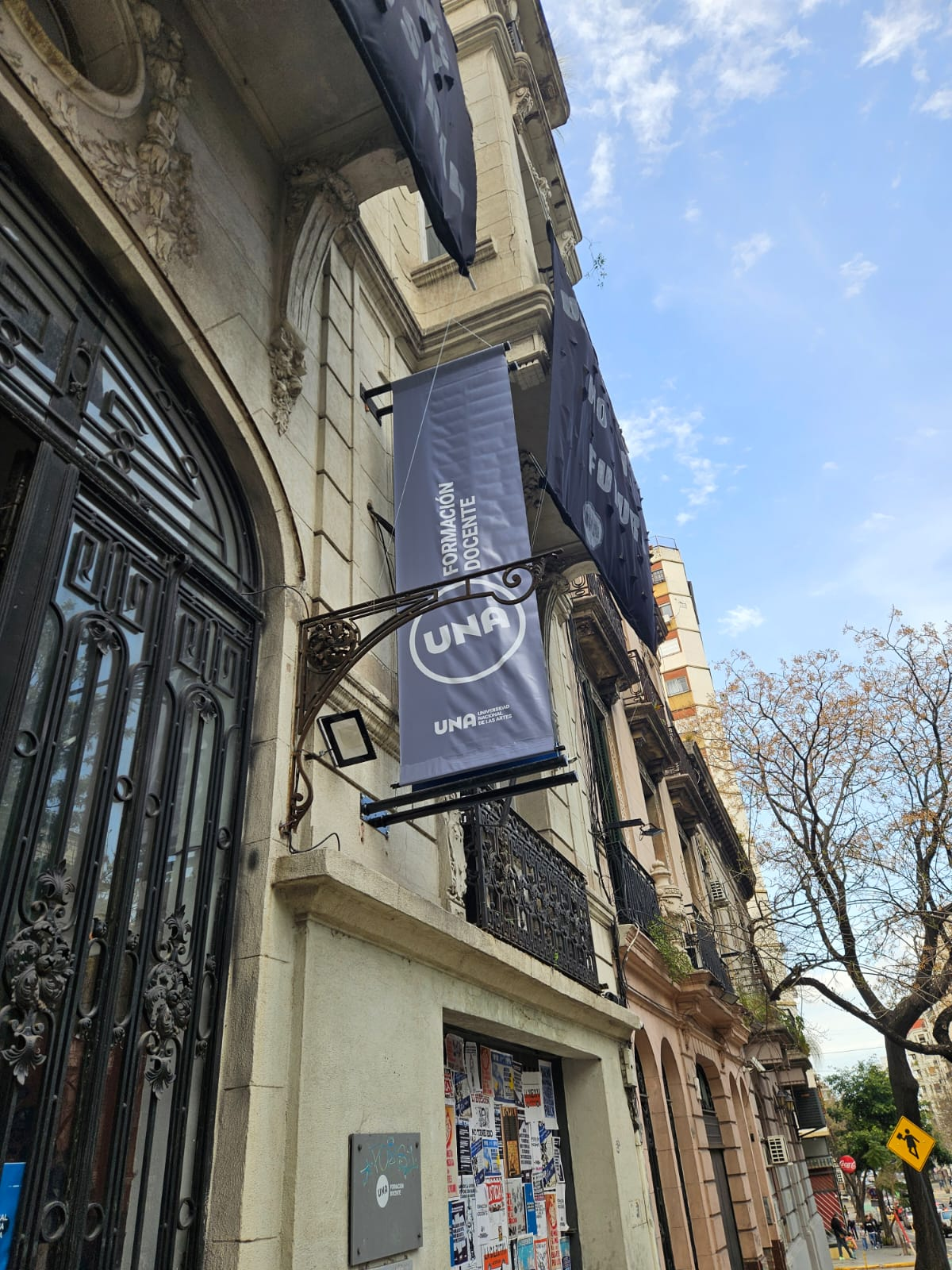
Ingreso a la sede del Área Transdepartamental de Formación Docente - UNA

- Carreras de grado

Profesorado de Arte
Artes Visuales
Artes Visuales con mención en Artes del Fuego
Danza con mención en Danzas Folklóricas y Tango
Folklore con mención en Instrumentos Criollos
Danza
Danza con mención en Expresión Corporal
Música
Teatro

### Área Transdepartamental de Artes Multimediales
- Carreras de grado

Licenciatura en Artes Multimediales
- Carreras de posgrado

Especialización en Sonido Aplicado a las Artes Digitales

## Investigación
Las actividades de investigación de la UNA apuntan a formar un cuerpo de investigadores capaces de producir y desarrollar los conocimientos artísticos y científicos necesarios para el avance de la institución y de la comunidad en general.

## Extensión
Las actividades de extensión son organizadas desde los distintos departamentos de la universidad y están orientadas a la comunidad, fundamentalmente con articulaciones en espacios que por sus características pueden agrupar personas en condiciones sociales especiales. En este sentido, se desarrollaron, entre otros, talleres destinados a niños, niñas, adolescentes y jóvenes privados de libertad, y un programa destinado a adultos mayores.

## Museo de Calcos y Escultura Comparada Ernesto de la Cárcova
El Museo de Calcos y Escultura comparada Ernesto de la Cárcova fue inaugurado en el año 1928 por recomendación de la Comisión Nacional de Bellas Artes y a instancias del artista Ernesto de la Cárcova, de quien lleva su nombre y que fuera el fundador y primer Director de la Escuela Superior de Bellas Artes y de la Academia Nacional de Bellas Artes. Fue pues, desde un principio un museo que cumple una función «doblemente didáctica»: reunir las obras maestras del arte clásico y que las esculturas sirvan a su vez como modelos para los alumnos de la Escuela Superior de Bellas Artes. Las clases de dibujo, modelado y pintura impartidas en sus salas han formado a varias generaciones de artistas a lo largo de sus ocho décadas de historia.
El Museo constituye el más importante de su género en América del Sur, además de ser el más antiguo. El valor de su colección reside precisamente en la notable calidad de las reproducciones que alberga. Las piezas que se exponen en su antigua sede, la mayoría correspondientes a la época de la Grecia Clásica, son primeras copias de las obras originales; expuestas en museos como el Británico, el Louvre o la Academia de Florencia.